# فرنسيس جورج (سياسي)
فرنسيس جورج (بالإنجليزية: Francis George)‏ هو سياسي هندي، ولد في 29 مايو 1955 في الهند. حزبياً، نشط في Kerala Congress ‏. وقد انتخب عضو لوك سابها ‏.